# Пауль-де-Шардон, Карл Николаевич
Карл Николаевич Пауль-де-Шардон (также Дешардон; фр. Charles Paul de Chardon; 1734—1818) — генерал-лейтенант инженерного корпуса Русской императорской армии.

## Биография
Шарль Пауль-де-Шардон родился в Дои в 1734 году; по происхождению французский дворянин.
Служил во французской армии, в полку Артуа и в понтонных частях. В сентябре 1769 года Шардон перешёл в русскую службу с чином капитана армии, а в следующем году переведён в Инженерный корпус Русской императорской армии.
В 1770—1773 годах Карл Николаевич Пауль-де-Шардон участвовал в русско-турецкой войне 1768—1774 годов. В 1770 году отличился при осаде и взятии крепости Бендер, под которую вёл мины; был ранен. 1 ноября 1770 года был пожалован орденом Святого Георгия 4-й степени:
За отличное мужество и неутомленные труды во время осады Бендерской крепости при исполнении с особливым искусством звания своего должности.
В 1771 году Карл Николаевич Пауль-де-Шардон находился при взятии Перекопской линии, а в 1772 году — при взятии крепости Аккерман (ныне город Белгород-Днестровский, Украина), руководя подрывом крепостной стены.
В 1773 году К. Н. Шардон назначен в минерную и пионерную роты и с этого времени исполнял разные специальные задачи по инженерной части, в особенности в Лифляндской губернии.
В 1782 году Пауль-де-Шардон составил проект перестройки Рижской крепости, а в 1785 году был командирован на остров Эзель (ныне Сааремаа, Эстония) для снятия ситуационного плана крепости и составления описания острова.
С 1790 года Карл Николаевич Пауль-де-Шардон, произведённый в 1783 году в полковники и в 1788 году в инженер-генерал-майоры, управлял инженерной частью в Киевской крепости.
1 января 1795 года он был произведён в инженер-генерал-поручики (в 1796 году переименован в инженер-генерал-лейтенанты), а 25 декабря 1797 года К. Н. Пауль-де-Шардон был уволен от военной службы.
Карл Николаевич Пауль-де-Шардон умер в 1818 году.